# 東郷村 (福井県足羽郡)
東郷村（とうごうむら）は、かつて福井県足羽郡にあった村。
1955年（昭和30年）に足羽郡足羽村（現・福井市）が発足すると、足羽村に四方を囲まれる状態になっていた。

## 地理
現在の福井市中心市街地から見て南東方向、足羽川左岸にあった。
- 山岳 ：熊野山、城山
- 河川：足羽川

## 歴史
- 1889年（明治22年）4月1日 - 町村制の施行により、足羽郡東郷中島村、円成寺村、下東郷村、上東郷村、深見村、栃泉村、東郷二ヶ村、下毘沙門村、中毘沙門村、上毘沙門村、安原村、小路村、南山村及び脇三ヶ村の区域をもって、足羽郡東郷村が発足する。
- 1955年（昭和30年）7月10日 - 足羽郡足羽村に編入する。

## 交通
現在は旧村域にJR越美北線の越前東郷駅が所在するが、当時は未開業だった。

## 娯楽
- 東郷文化会館 - 映画館